# Guixà
Guixà (Guixa o Guicha en francès) és un llogaret abandonat a 1.067,3 metres d'altitud en l'actual comuna nord-catalana d'Orellà, a la comarca del Conflent. Només en resten algunes ruïnes.
És el vessant sud del Llomet, a la dreta del Torrent Gros. És accessible des de la carretera D - 4 per una pista que, amb molts revolts, hi puja salvant els 66 metres de desnivell. Hi havia hagut l'església, ara en ruïnes, de Sant Just i Sant Pastor de Guixà.

## Història
El poble es constituí al voltant de l'antiga parròquia de Sant Just i Sant Pastor de Guixà, a la vall de Cabrils, a l'esquerra del riu. Apareix esmentat ja al 977 com a vila de Gissano, i torna a sortir el 1171 (Villa Gissani). El 1750 el nom ja és Guicha.
No sembla haver estat mai gaire poblat: el 1378 tenia 15 habitants, al 1385 3 focs (cases habitades) i el 1440, en un inventari de béns del monestir de Sant Martí del Canigó només hi vivien dues persones. En el segle xvi, el seu darrer propietari, Dalmau Colomer, abandonà el lloc per establir-se a Oleta; els seus successors vengueren l'heretat el 1657.